# مايكل ديلون
لورانس مايكل ديلون (1 مايو 1915 - 15 مايو 1962) كان طبيبًا بريطانيًا ومؤلفًا وراهبًا بوذيًا وأول رجل متحول جنسيًا يخضع لعملية رأب القضيب. ولد في لادبروك جاردنز، كنسينغتون، وانتقل هو وشقيقه الأكبر إلى فولكستون عندما كانا أطفالًا بعد وفاة والدتهما وتم الاعتناء بهما بعد ذلك من قبل عمتيهما. توفي والدهم، وريث بارونة ديلون في ليسمولين في أيرلندا، في عام 1925. على الرغم من أنه حدد كأنثى عند الولادة، إلا أن مايكل ديلون لم يفكر أبدًا في نفسه كفتاة، وكتب لاحقًا عن يأسه من أن ينظر إليه على هذا النحو.
في عام 1934، بدأ الدراسة في جمعية طلاب أكسفورد المنزليين في جامعة أكسفورد وأصبح قائد فريق التجديف النسائي. بعد التخرج، بدأ العمل في مختبر بالقرب من بريستل. في هذا الوقت تقريبًا، أصبح ديلون على دراية بطبيب كان يدرس تأثيرات هرمون التستوستيرون على المرضى الإناث، وبدأ في تناول الهرمون للاستخدام الشخصي، مدفوعًا بالرغبة في أن يصبح رجلًا. ترك ديلون وظيفته في المختبر بعد أن كشف الأمر لزملائه. بعد ذلك وجد وظيفة كمضيف مضخة بنزين في مرآب للسيارات في بريستول وعمل هناك خلال الحرب العالمية الثانية. أثناء وجوده في المرآب، بدأ في كتابة ما أصبح كتابه عام 1946 الذات: دراسة في الأخلاق والغدد الصماء، والذي يعد عملًا رائدًا في مجال طب المتحولين جنسيًا. حصل أيضًا على عملية استئصال الثدي المزدوجة المؤكدة للجنس أثناء وجوده في المستشفى بسبب نقص السكر في الدم وسمع عن عمل الجراح السير هارولد جيليس، الذي وافق على إجراء عملية رأب القضيب لديلون بعد الحرب.
وفي عام 1945، التحق بكلية الثالوث في دبلن لدراسة الطب. خلال العطلات، سافر ديلون إلى منزل روكسداون في باسينجستوك للخضوع لسلسلة من عمليات تجميل القضيب على يد جيليس. بصفته طالبًا في الطب، أجرى ديلون عملية استئصال الخصية على روبرتا كويل، وهي أول امرأة بريطانية متحولة جنسيًا تتلقى جراحة تغيير الجنس من ذكر إلى أنثى. وقع ديلون في حب كويل وتقدم لخطبتها لكنها رفضته. بعد التخرج، بدأ ديلون العمل كطبيب في البحرية التجارية. أصبح انتقاله موضع اهتمام الجمهور عندما أثر على إدراجه باعتباره الوريث المفترض لبارونة ليسمولن. مستوحى من قراءة أعمال جورج غوردجييف وبيتر أوسبنسكي وتوزداي لوبسانغ رامبا، استقال من البحرية التجارية وانتقل إلى الهند وكرس حياته للبوذية. قام بتغيير اسمه إلى لوبزانغ جيفاكا، الذي سمي على اسم طبيب بوذا. في عام 1960، أصبح أول غربي يرسم في دير ريزونغ في لاداخ. بين عامي 1960 و1962، كتب أربعة كتب عن البوذية، بما في ذلك إيمجي جيتسول: بوذي إنجليزي في دير تبتي والذي روى الأشهر الثلاثة التي قضاها في ريزونغ. كما كتب سيرته الذاتية بعنوان خارج عن المألوف: حياة بين الجنسين والتحولات الروحية، والتي اكتملت في عام 1962 ونشرت بعد وفاته في عام 2016. وتوفي ديلون في مايو 1962، بعد أسبوعين فقط من الانتهاء من سيرته الذاتية.

## النشأة
ولد ديلون في 1 مايو 1915 في حدائق لادبروك، كنسينغتون في لندن. صنف كأنثى عند ولادته، وكان الطفل الثاني لروبرت آرثر ديلون (1865–1925)، وهو ملازم في البحرية الملكية ووريث بارونة ليسمولن في أيرلندا. توفيت والدته، لورا مود ماكليفر (تكنى ريس) (1888–1915)، بسبب الإنتان عندما كان عمره أقل من أسبوعين. عانى روبرت ديلون من إدمان الكحول وترك البحرية قبل أن يتم صرفه. ولم يمارس أي مهنة لاحقة ولم يتمكن من رعاية مايكل وشقيقه الأكبر روبرت بوبي وليام تشارليير ديلون. لذلك أرسل الطفلين لتربيتهما على يد عمتيهما في فولكستون، كينت. عاشت عمات الأطفال في ضائقة اقتصادية فرضوها على أنفسهم على الرغم من ثروتهم، لكنهم ما زالوا يسعون إلى فصل أنفسهم عن الناس من الطبقات الدنيا.
توفي روبرت ديلون في عام 1925، ما جعل ابنه بوبي الوريث المباشر لبارونة ليسمولن. وبعد أقل من شهر، توفي أيضًا البارونيت - السير جون فوكس ديلون - وبذلك نقل اللقب إلى بوبي، الذي كان في ذلك الوقت يبلغ من العمر أحد عشر عامًا. مع اللقب، ورث بوبي ملكية العائلة في مقاطعة ميث. حرق العقار من قبل الشين فين في عام 1922 ولم يبق سوى أماكن الخدم، ولكن تم ترتيب بناء منزل جديد من قبل أرملة روبرت ديلون. قضى مايكل إجازته الصيفية في المزرعة، حيث تعلم الصيد والرماية حتى بلغ 14 عامًا.
تلقى مايكل ديلون تعليمه في مدرسة برامبتون داون للبنات. لقد استمتع بالتعلم عن اللاهوت والروحانية، وهو شغف احتفظ به طوال حياته. لقد نشأ في كنيسة إنجلترا وكانت له علاقات وثيقة مع القساوسة المحليين الذين ساعدوه على تعزيز معرفته وممارسته الفلسفية. استمتع ديلون أيضًا بالأنشطة الرياضية والذكورية، وأراد أن يقدم نفسه بطريقة أكثر ذكورية، مثل طلب قص شعره بنفس أسلوب شعر أخيه. وفي وقت لاحق من حياته، ادعى أنه عندما كان طفلًا ومراهقًا لم يفكر أبدًا في نفسه كفتاة. كان يحسد أخيه لأنه كان قادرًا على الالتحاق بمدرسة للبنين ولم يكن يحب أن يتم استبعاده من ألعاب وأنشطة الأولاد. يتذكر حادثة معينة من سنوات مراهقته عندما فتح له صبي البوابة وأدرك لأول مرة أن الآخرين ينظرون إليه على أنه امرأة، الأمر الذي يتعارض مع ما يشعر به داخليًا. شعر ديلون بعدم الارتياح جسديًا كفتاة، متذكرًا أنه حاول ربط ثدييه بحزام حتى اكتشف أحد زملائه الأمر وحذر من خطورة ذلك.